# 나가족

나가족의 기

나가족(Naga)은 인도 북동부와 미얀마 북서부의 국경에 걸친 나가 구릉 일대(나가랜드)에 사는 티베트-버마계 부족들을 가리키는 말이다. 오늘날 행정구역상으로는 나가족이 인구 대부분을 차지하는 인도령 나갈랜드를 비롯하여 인도 마니푸르 주와 미얀마의 나가 자치구에 다수의 인구가 분포하며, 이외에 여러 인접 지역에도 상당한 인구가 살고 있다.
나가족이란 하나의 민족집단이 아니라 관련성이 높은 여러 부족들(en:List of Naga tribes)의 통칭이나, 그 명확한 분류나 각 부족에 관한 자세한 정보는 아직 잘 알려져 있지 않다. 총 인구는 약 3백만 명으로 추산되며, 부족마다 티베트버마어파 계통의 다양한 고유 언어들을 말하여 그 종류는 수십 개에 달한다.
19세기 인도 제국을 식민화한 영국인들이 아삼 지역을 탐사하기 시작할 때까지 나가족에 대한 정보는 외부에 거의 알려진 바가 없었다. 초기에는 유혈 충돌이 있었으나 19세기 말에 가서는 잦아들었다. 이때 선교사들의 영향으로 인구의 절대다수가 기독교로 개종하고 영어를 배우게 되었고, 현재도 나가족을 비롯한 인도 동북부 민족들은 대부분 기독교도의 비율이 매우 높다.
인도 동북부의 다른 민족들처럼 나가족도 인도 본토와는 정체성이 크게 달랐으므로 인도 독립 초기부터 자신들만의 독립국을 세우려는 운동이 있어왔고, 이는 수십년간 계속되어 1997년 정전 협정이 맺어지고 나서도 여전히 산발적인 충돌이 보고되고 있다.

## 언어
이들의 언어를 통틀어서 나가 제어(諸語)라 하는데, 소속된 언어는 제각각 다양성이 높으며 대부분 서로 의사소통이 불가능하다. 언어학적으로, 나가 제어 중 일부 언어는 쿠키-친-나가어군(Kuki-Chin-Naga)에, 일부 언어는 살어군(Sal)에 분류된다.
나가족의 언어와 전통의 다양성은 아마도 그들이 계속 이주하는 동안 발생한 여러 문화적 흡수에서 비롯된 것일 것이다. 전설에 따르면, 이 지역에 정착하기 전에 나가족 집단들은 광활한 지역을 이동했으며, 그 과정에서 어떤 씨족은 하나 이상의 다른 씨족에 흡수되기도 했다. 이에 따라 최근까지도, 이러한 흡수는 많은 씨족 간 갈등의 원인이 되었다.

## 분포
인도에서 나가족은 트리푸라를 제외한 인도 북동부의 모든 주에 분포해 있으며, 아루나찰프라데시, 아삼, 마니푸르, 메갈라야, 미조람, 나갈랜드 6개 주에서 지정 부족으로 지명되어 있다.
인접한 미얀마의 나가족은 주로 사가잉 도와 카친 주에 거주한다. 이들의 전통적 영토는 친족, 카친족, 버마족의 땅과 접한다.

## 하위 민족
"나가(Naga)"라는 이름은 본래 주변의 민족들이 이들을 가리키던 타칭이다. 영국인이 도착하기 전까지 아삼인들은 "나가"라는 용어를 특정한 고립된 민족집단을 가리키는 데만 사용했으나, 이후 영국 당국이 느슨한 언어적, 문화적 연관성을 바탕으로 주변 지역의 여러 민족집단을 포괄적으로 지칭하는 데 이 용어를 사용하기 시작하였다. "나가"로 분류되는 집단의 수는 20세기에 크게 증가했는데, 이는 주변의 지배에 저항하기 위한 공동의 정체성을 형성하려는 각 부족들의 노력과 연관이 있다. 여러 출처에 의하면 약 60여 개의 민족 집단이 나가족에 속한다.

### 목록
- 아날 나가족(Anal)
- 앙가미 나가족(Angami)
- 아오 나가족(Ao)
- 차케상 나가족(Chakhesang)
- 창 나가족(Chang)
- 치르 나가족(Chirr)
- 치루 나가족(Chiru)
- 초테 나가족(Chothe)
- 인푸이 나가족(Inpui)
- 카람 나가족(Kharam)
- 캼늉안 나가족(Khiamniungan)
- 콘약 나가족(Konyak)
- 람캉 나가족(Lamkang)
- 라이농 나가족(Lainong)
- 리앙마이 나가족(Liangmai)
- 로타 나가족(Lotha)
- 마쿠리 나가족(Makury)
- 마오 나가족(Mao)
- 마람 나가족(Maram)
- 마링 나가족(Maring)
- 몬상 나가족(Monsang)
- 모욘 나가족(Moyon)
- 녹테 나가족(Nocte)
- 파라 나가족(Para)
- 폼 나가족(Phom)
- 포추리 나가족(Pochury)
- 포우마이 나가족(Poumai)
- 렝마 나가족(Rengma)
- 롱메이 나가족(Rongmei)
- 상탐 나가족(Sangtam)
- 스미 나가족(Sümi)
- 탕쿨 나가족(Tangkhul)
- 탕사 나가족(Tangsa)
- 타라오 나가족(Tarao)
- 탕갈 나가족(Thangal)
- 티키르 나가족(Tikhir)
- 투차 나가족(Tutsa)
- 완초 나가족(Wancho)
- 임충 나가족(Yimkhiung)
- 제메 나가족(Zeme)

## 참고 문헌
- S. R. Tohring (2010). 《Violence and identity in North-east India: Naga-Kuki conflict》. Mittal Publications. xv–xvii쪽. ISBN 978-81-8324-344-5.